# Valles (costumier)
Pour les articles homonymes, voir Valles.
Frederick « Fred » Arlington Valles, connu comme Valles (ou Arlington Valles), est un costumier de cinéma américain, né le 4 mai 1886 (lieu indéterminé), mort d'une crise cardiaque le 12 avril 1970 à Los Angeles — Quartier d'Hollywood (Californie).
Il commence sa carrière en 1938 et participe au total à cinquante-neuf films américains, dont plusieurs films musicaux (comme Parade de printemps en 1948).
Sa dernière contribution est pour Spartacus (1960) de Stanley Kubrick, film qui lui permet de gagner son unique Oscar de la meilleure création de costumes (précédemment, il avait eu une nomination).

## Filmographie complète
- 1938 : Un conte de Noël (A Christmas Carol) d'Edwin L. Marin
- 1939 : Stand up and Fight de W. S. Van Dyke
- 1939 : Let Freedom Ring (en) de Jack Conway
- 1939 : Les Aventures d'Huckleberry Finn (The Adventures of Huckleberry Finn) de Richard Thorpe
- 1939 : Un jour au cirque (At the Circus) d'Edward Buzzell
- 1939 : Emporte mon cœur (Broadway Serenade) de Robert Z. Leonard
- 1939 : Le Kid du Texas (The Kid from Texas) de S. Sylvan Simon
- 1939 : Maisie d'Edwin L. Marin
- 1939 : La Dame des tropiques (Lady of the Tropics) de Jack Conway
- 1939 : Thunder Afloat de George B. Seitz
- 1939 : Bad Little Angel de Wilhelm Thiele
- 1939 : Balalaika de Reinhold Schünzel
- 1940 : Broadway qui danse (Broadway Melody of 1940 ou Born to Dance) de Norman Taurog
- 1944 : Le Grand National (National Velvet) de Clarence Brown
- 1944 : Les Fils du dragon (Dragon Seed) de Jack Conway et Harold S. Bucquet
- 1944 : Le Fantôme de Canterville (The Canterville Ghost) de Norman Z. McLeod (non crédité) et Jules Dassin
- 1944 : Madame Parkington (Mrs. Parkington) de Tay Garnett
- 1944 : Aventures au harem (Lost in a Harem) de Charles Reisner
- 1945 : La Princesse et le Groom (Her Highness and the Bellboy) de Richard Thorpe
- 1945 : Le Portrait de Dorian Gray (The Picture of Dorian Gray) d'Albert Lewin
- 1945 : Abbott et Costello à Hollywood (Bud Abbott and Lou Costello in Hollywood) de S. Sylvan Simon
- 1946 : Jody et le Faon (The Yearling) de Clarence Brown
- 1946 : The Hoodlum Saint de Norman Taurog
- 1946 : La Pluie qui chante (Till the Clouds roll by) de Richard Whorf
- 1946 : Les Vertes Années (The Green Years) de Victor Saville
- 1946 : The Cockeyed Miracle de S. Sylvan Simon
- 1946 : Les Demoiselles Harvey (The Harvey Girls) de George Sidney
- 1946 : Du burlesque à l'opéra (Two Sisters from Boston) d'Henry Koster
- 1946 : L'Ange et le Bandit (Bad Bascomb) de S. Sylvan Simon
- 1946 : Two Smart People de Jules Dassin
- 1946 : Féerie à Mexico (Holiday in Mexico) de George Sidney
- 1946 : La Sagesse de trois vieux fous (Three Wise Fools) d'Edward Buzzell
- 1946 : The Cockeyed Miracle de S. Sylvan Simon
- 1947 : Le Pays du dauphin vert (Green Dolphin Street) de Victor Saville
- 1947 : Vive l'amour (Good News) de Charles Walters
- 1947 : Le Maître de la prairie (The Sea of Grass) d'Elia Kazan
- 1947 : L'Heure du pardon (The Romance of Rosy Ridge) de Roy Rowland
- 1947 : L'As du cinéma (Merton of the Movies) de Robert Alton
- 1947 : La Femme de l'autre (Desire Me) de George Cukor
- 1947 : Passion immortelle (Song of Love) de Clarence Brown
- 1948 : Le Retour (Homecoming) de Mervyn LeRoy
- 1948 : Parade de printemps (Easter Parade) de Charles Walters
- 1948 : Ma vie est une chanson (Words and Music) de Norman Taurog
- 1948 : Mon héros (A Southern Yankee) d'Edward Sedgwick
- 1948 : L'Amour en croisière (Luxury Liner) de Richard Whorf
- 1948 : Hills of Home (Le Maître de Lassie) de Fred M. Wilcox
- 1949 : Match d'amour (Take me out to the Ball Game) de Busby Berkeley
- 1949 : Passion fatale (The Great Sinner) de Robert Siodmak
- 1949 : La Dynastie des Forsyte (That Forsyte Woman) de Compton Bennett
- 1949 : Big Jack de Richard Thorpe
- 1949 : Entrons dans la danse (The Barkleys of Broadway) de Charles Walters
- 1949 : Amour poste restante (In the Good Old Summertime) de Robert Z. Leonard
- 1949 : Madame Bovary de Vincente Minnelli
- 1949 : That Midnight Kiss de Norman Taurog
- 1949 : Le Défi de Lassie (Challenge of Lassie) de Richard Thorpe
- 1949 : Malaya de Richard Thorpe
- 1950 : Kim de Victor Saville
- 1951 : La Taverne de la Nouvelle-Orléans (The Adventures of Captain Fabian) de William Marshall
- 1953 : La Rose et l'Épée (The Sword and the Rose) de Ken Annakin
- 1960 : Spartacus de Stanley Kubrick

## Récompense
- 1961 : Oscar de la meilleure création de costumes, catégorie couleur, pour Spartacus (récompense partagée avec Bill Thomas).